# Astropyga nuptialis
Astropyga nuptialis is een zee-egel uit de familie Diadematidae.
De wetenschappelijke naam van de soort werd in 1958 gepubliceerd door Luiz Roberto Tommasi.